# Tim Coulis
Timothy W. Coulis (* 24. února 1958 v Kenora, Ontario) je bývalý kanadský útočník.

## Hráčská kariéra
Do juniorského hokeje v Ontario Hockey League zasáhl v sezóně 1975/76 za klub Sault Ste. Marie Greyhounds, kde setrval do poloviny sezóny 1976/77. Poté odešel do týmu St. Catharines Fincups, se kterým setrval celou sezónu 1977/78. V létě roku 1978 se zúčastnil draftu, ve kterém si ho vybral tým Washington Capitals v prvním kole z osmnáctého místa. Debut v NHL však musel odložit na příští sezónu, neboť si v tréninkovém kempu zlomil zápěstí. Svou první příležitost v NHL dostal v sezóně 1979/80 za Capitals, jenž za klub odehrál devatenáct zápasů a na jejich farmě v Hershey Bears 47 zápasů.
11. června 1980 byl společně s Robertem Picardem a druhé kolo draftu 1980 (touto volbou byl vybrán Bob McGill) vyměněni do týmu Toronto Maple Leafs za Mikeho Palmateera a třetí kolo draftu 1980 (touto volbou byl vybrán Torrie Robertson). Za Toronto však neodehrál žádný zápas, jelikož byl poslán do záložního celku Dallas Black Hawks, kde strávil dva roky. V playoff 1981/82 v páté sérii proti týmu Salt Lake Golden Eagles, napadl během utkáni rozhodčího Bobyho Halla, vedení ligy mu ustanovil trest zákaz startu ve všech soutěžích po dobu jednoho roku.
Po vypršení trestu podepsal 2. července 1983 smlouvu s klubem Minnesota North Stars jako volný hráč. V Minnesotě North Stats odehrál za první sezónu jenom dva zápasy, převážně působil v lize CHL za klub Salt Lake Golden Eagles. Po sezóně 1983/84 se liga CHL rozpadla a poté byl přeřazen do nového farmářského týmu Springfield Indians, kde působil do konce sezóny 1986/87. V závěru sezóny 1986/87 si zranil koleno a musel vynechat závěrečnou část. Závěrečnou štaci odehrál za tým Kalamazoo Wings působící v lize IHL.

## Zajímavosti
24. dubna 1982, kdy se hrála pátá série playoff v lize CHL proti týmu Salt Lake Golden Eagles, napadl během utkáni rozhodčího Bobyho Halla. Okamžitě se vedení ligy CHL rozhodlo pozastavit jeho činnost do konce playoff. Později uvedli verdikt zákaz startu ve všech soutěžích po dobu jednoho roku.

## Prvenství
- Debut v NHL - 15. listopadu 1979 (Boston Bruins proti Washington Capitals)
- První asistence v NHL - 1. února 1980 (Atlanta Flames proti Washington Capitals)
- První gól v NHL - 2. února 1980 (Washington Capitals proti New York Rangers, kanadskému brankáři Doug Soetaert)

## Klubové statistiky
| Sezóna       | Klub                        | Soutěž                 |                        | Základní část          | Základní část          | Základní část          | Základní část          | Základní část          |                        | Play off               | Play off               | Play off               | Play off               | Play off               |
| Sezóna       | Klub                        | Soutěž                 | Z                      | G                      | A                      | B                      | TM                     | Z                      | G                      | A                      | B                      | TM                     |                        |                        |
| 1975/1976    | Sault Ste. Marie Greyhounds | OMJHL                  | 37                     | 15                     | 18                     | 33                     | 226                    | 4                      | 1                      | 1                      | 2                      | 16                     |                        |                        |
| 1976/1977    | Sault Ste. Marie Greyhounds | OMJHL                  | 27                     | 13                     | 20                     | 33                     | 114                    | —                      | —                      | —                      | —                      | —                      |                        |                        |
| 1976/1977    | St. Catharines Fincups      | OMJHL                  | 28                     | 10                     | 22                     | 32                     | 136                    | 14                     | 4                      | 5                      | 9                      | 20                     |                        |                        |
| 1977/1978    | Hamilton Fincups            | OMJHL                  | 46                     | 27                     | 25                     | 52                     | 203                    | 11                     | 6                      | 3                      | 9                      | 64                     |                        |                        |
| 1978/1979    | Vynechal kvůli zranění      | Vynechal kvůli zranění | Vynechal kvůli zranění | Vynechal kvůli zranění | Vynechal kvůli zranění | Vynechal kvůli zranění | Vynechal kvůli zranění | Vynechal kvůli zranění | Vynechal kvůli zranění | Vynechal kvůli zranění | Vynechal kvůli zranění | Vynechal kvůli zranění | Vynechal kvůli zranění | Vynechal kvůli zranění |
| 1979/1980    | Washington Capitals         | NHL                    | 19                     | 1                      | 2                      | 3                      | 27                     | —                      | —                      | —                      | —                      | —                      |                        |                        |
| 1979/1980    | Hershey Bears               | AHL                    | 47                     | 6                      | 12                     | 18                     | 138                    | —                      | —                      | —                      | —                      | —                      |                        |                        |
| 1980/1981    | Dallas Black Hawks          | CHL                    | 63                     | 16                     | 15                     | 31                     | 149                    | 6                      | 2                      | 1                      | 3                      | 24                     |                        |                        |
| 1981/1982    | Dallas Black Hawks          | CHL                    | 68                     | 20                     | 32                     | 52                     | 209                    | 9                      | 5                      | 1                      | 6                      | 92                     |                        |                        |
| 1982/1983    | Jednoletý zákaz             | Jednoletý zákaz        | Jednoletý zákaz        | Jednoletý zákaz        | Jednoletý zákaz        | Jednoletý zákaz        | Jednoletý zákaz        | Jednoletý zákaz        | Jednoletý zákaz        | Jednoletý zákaz        | Jednoletý zákaz        | Jednoletý zákaz        | Jednoletý zákaz        | Jednoletý zákaz        |
| 1983/1984    | Minnesota North Stars       | NHL                    | 2                      | 0                      | 0                      | 0                      | 4                      | —                      | —                      | —                      | —                      | —                      |                        |                        |
| 1983/1984    | Salt Lake Golden Eagles     | CHL                    | 63                     | 25                     | 35                     | 60                     | 225                    | 4                      | 1                      | 2                      | 3                      | 35                     |                        |                        |
| 1984/1985    | Minnesota North Stars       | NHL                    | 7                      | 1                      | 1                      | 2                      | 34                     | 3                      | 1                      | 0                      | 1                      | 2                      |                        |                        |
| 1984/1985    | Springfield Indians         | AHL                    | 52                     | 13                     | 17                     | 30                     | 86                     | —                      | —                      | —                      | —                      | —                      |                        |                        |
| 1985/1986    | Minnesota North Stars       | NHL                    | 19                     | 2                      | 2                      | 4                      | 73                     | —                      | —                      | —                      | —                      | —                      |                        |                        |
| 1985/1986    | Springfield Indians         | AHL                    | 13                     | 5                      | 7                      | 12                     | 42                     | —                      | —                      | —                      | —                      | —                      |                        |                        |
| 1986/1987    | Springfield Indians         | AHL                    | 38                     | 12                     | 19                     | 31                     | 212                    | —                      | —                      | —                      | —                      | —                      |                        |                        |
| 1987/1988    | Kalamazoo Wings             | IHL                    | 18                     | 2                      | 6                      | 8                      | 23                     | —                      | —                      | —                      | —                      | —                      |                        |                        |
| Celkem v NHL | Celkem v NHL                | Celkem v NHL           | 47                     | 4                      | 5                      | 9                      | 138                    | 3                      | 1                      | 0                      | 1                      | 2                      |                        |                        |